# 森德灵-西公园
森德灵-西公园（德語：Sendling-Westpark）是德国巴伐利亚州首府慕尼黑的市辖第7区。

## 方位
市辖第7区森德灵-西公园位于慕尼黑西南部，并在北－南范围内分别与市辖第8区施万塔勒高地和上森德灵（市辖第19区塔尔基兴-上森德灵-福斯滕里德-菲尔斯滕里德-索恩）接壤。其东部边界是由慕尼黑－霍尔茨基兴铁路的路基构成。除了在铁路另一侧与市辖第6区森德灵相连外，在西端王侯溪大街（Fürstenriederstraße）和韦斯滕德大街（Westendstraße）的另一侧毗邻的还有市辖第20区哈德恩和第25区莱姆。

## 简介
森德灵-西公园是至1992年的区划改革才设立，它是由原属森德灵和莱姆市辖区的一部分，以及已撤销的市辖区——森林墓园社区（Waldfriedhofviertel）所共同组成。其名称来源于其森德灵的组成部分和西公园，其中后者是为举办1983年国际园艺博览会而兴建，并且时至今日仍是区内最大的绿地。
如今的森德灵-西公园的空间大多建于第二次世界大战以后，其人口总数在1950年至1990年期间翻了一番，而自那时以来的人口增长仍然高于全市平均水平。其在千年之交左右的人口构成略老于全市平均值，外国人所占的比例则略低于全市平均值。在此后开始的年轻化趋势使得森德灵-西公园如今按性别和年龄都达到了平均水平，然而新的迁入者通常都没有德国护照。区内典型的建筑结构主要是南部建于战间期的独栋或半独立式房屋，以及地处主干道范围内的高层住宅——它们大多建于1948年以后的时期。
多条主干道从该市辖区内穿过，其中尤其是横向通过社区的中环公路路段连同与A96号（慕尼黑－林道）和A97号高速公路（慕尼黑－加尔米施）的两个终点交汇处带来了较高的交通拥堵及环境污染。而中环公路设于露易丝·基塞尔巴赫广场和赫肯斯塔勒街的公路隧道在2015年夏天建成通车则有助于缓解交通压力。

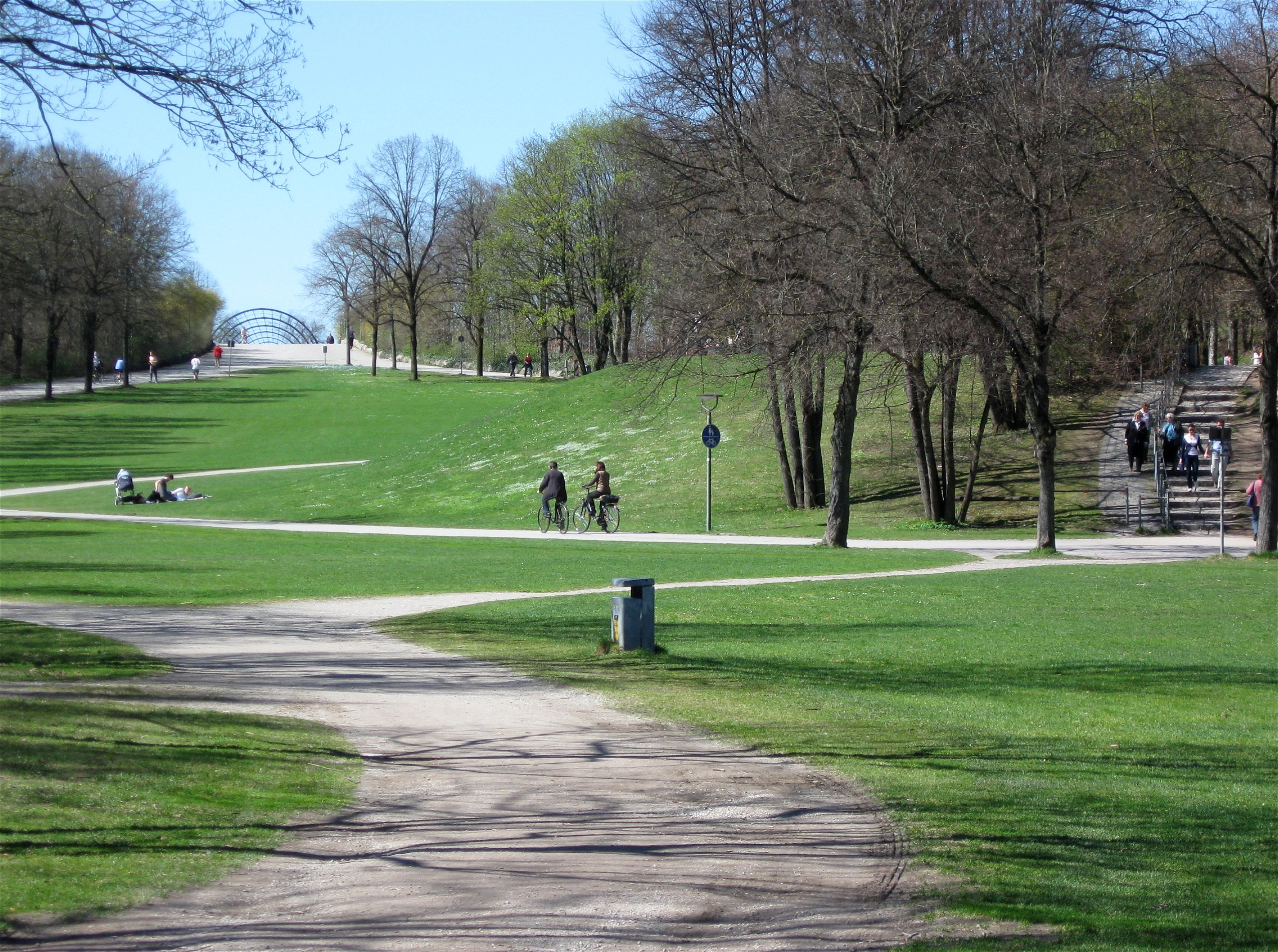
西公园内部

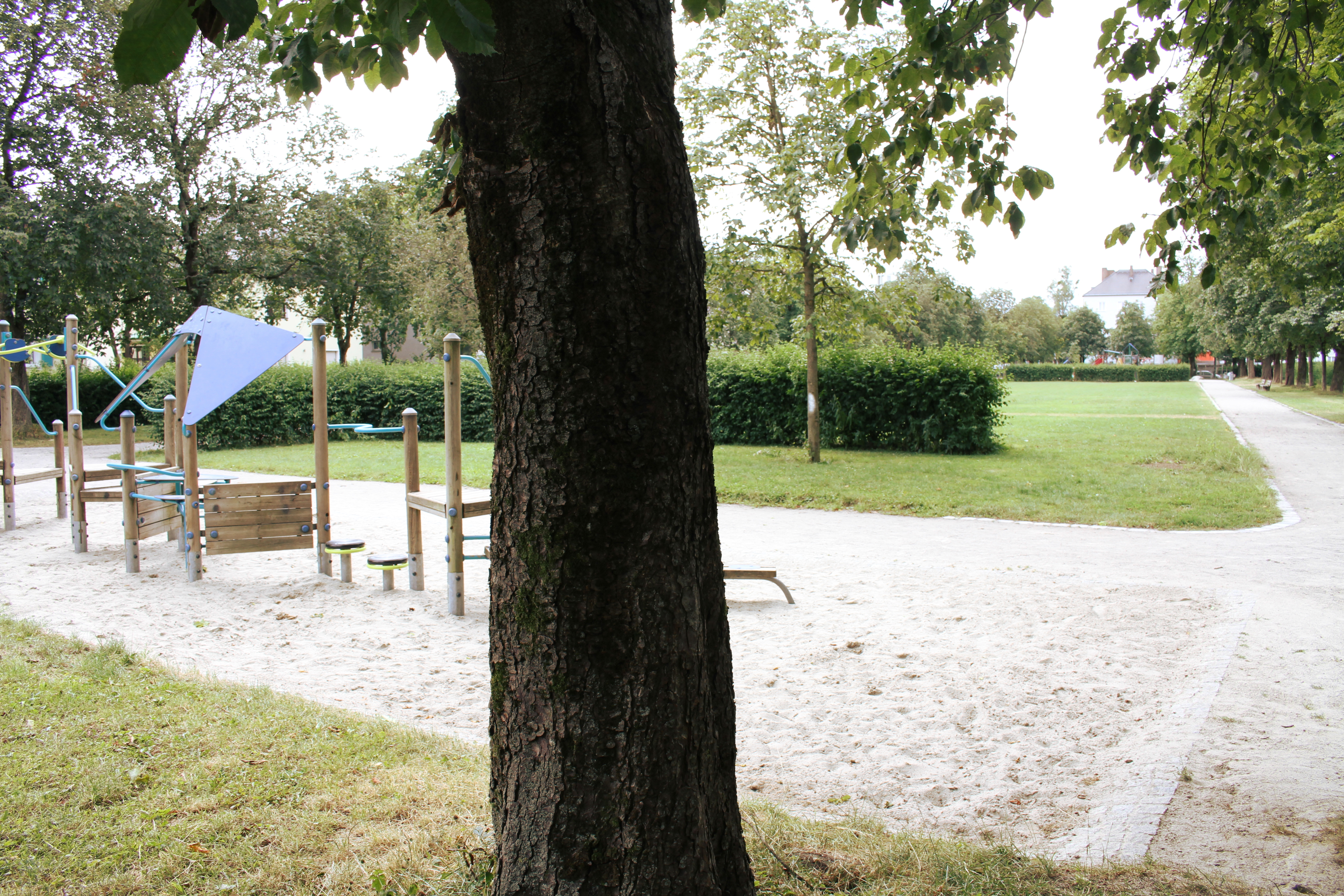
艾兴多夫广场，区内的一个社区广场

与此同时，该市辖区还拥有比例较高及分布广泛的绿地。除了由此得名的西公园有很大一部分归属于森德灵森林外，还有小型的花园设施“阳光之地（Land in Sonne）”——这也是个以此为名的分区，以及两座区立体育设施和多个较小的社区公园。作为公路隧道工程的一部分，还有两个大面积的公园会在2017年落成。
在市辖区西北部诺伊弗里登海姆精神病院的原址上设有各类教育机构，包括仅有的两间区办文理中学：路德维希中学和伊拉斯谟·格拉泽中学。而扩建的西公园校区（Bildungscampus Westpark）则在规划中。此外在森德灵-西公园还有两间小学和一间初级中学。其中的两间是希腊人学校，采用希腊的教案并以希腊文授课。
鲁迪·塞德尔迈耶体育馆位于西公园的北部区域，过去曾举办过众多的文化及体育活动，它在2003年至2011年关闭，随后以奥迪圆顶的名义成为拜仁慕尼黑篮球队的主场。此外，在汉萨大街的一处前工业用地原址还设有一个含公共附属区的青年文化中心，名为“欢庆工厂（Feierwerk）”。

## 历史
如今森德灵-西公园的地籍最初归属于森德灵荒原（Sendlinger Haide），范围包括从福斯滕里德公园至慕尼黑市内的地带。在第二次世界大战前，如今的市辖区内只有少数几个建筑，它是由附近的居民点核心衍生出来的农业用地。

### 1900年以前
后来市辖区的原始定居点几乎全部位于如今的边界之外。当中包括有新石器时代的墓葬（公元前2000年）以及位于当时伊萨尔河坡缘的凯尔特人墓葬，它们归属于森蒂洛（Sentilo）氏族，这便是森德灵名称的来源。
直至17世纪，中森德灵才在毗邻如今森德灵-西公园的东部边界旁发展出两个宫廷领地：诺伊霍芬（Neuhofen）和森德灵卡斯特尔霍夫（Castellhof zu Sendling）。为此同样来到森德灵的还有圣德尼教堂（今圣阿哈茨教堂）。而如今森德灵-西公园的边界范围内部则是农业用地和森林，由定居点进行开垦。直至1760年，森德灵荒原上仍只有一处庄园有纳税义务。
变化直至修筑马克西米利安铁路（即今慕尼黑－霍尔茨基兴铁路）后才逐渐发生，其行经这里的路段自1845年起动工，并至1857年建成通车。

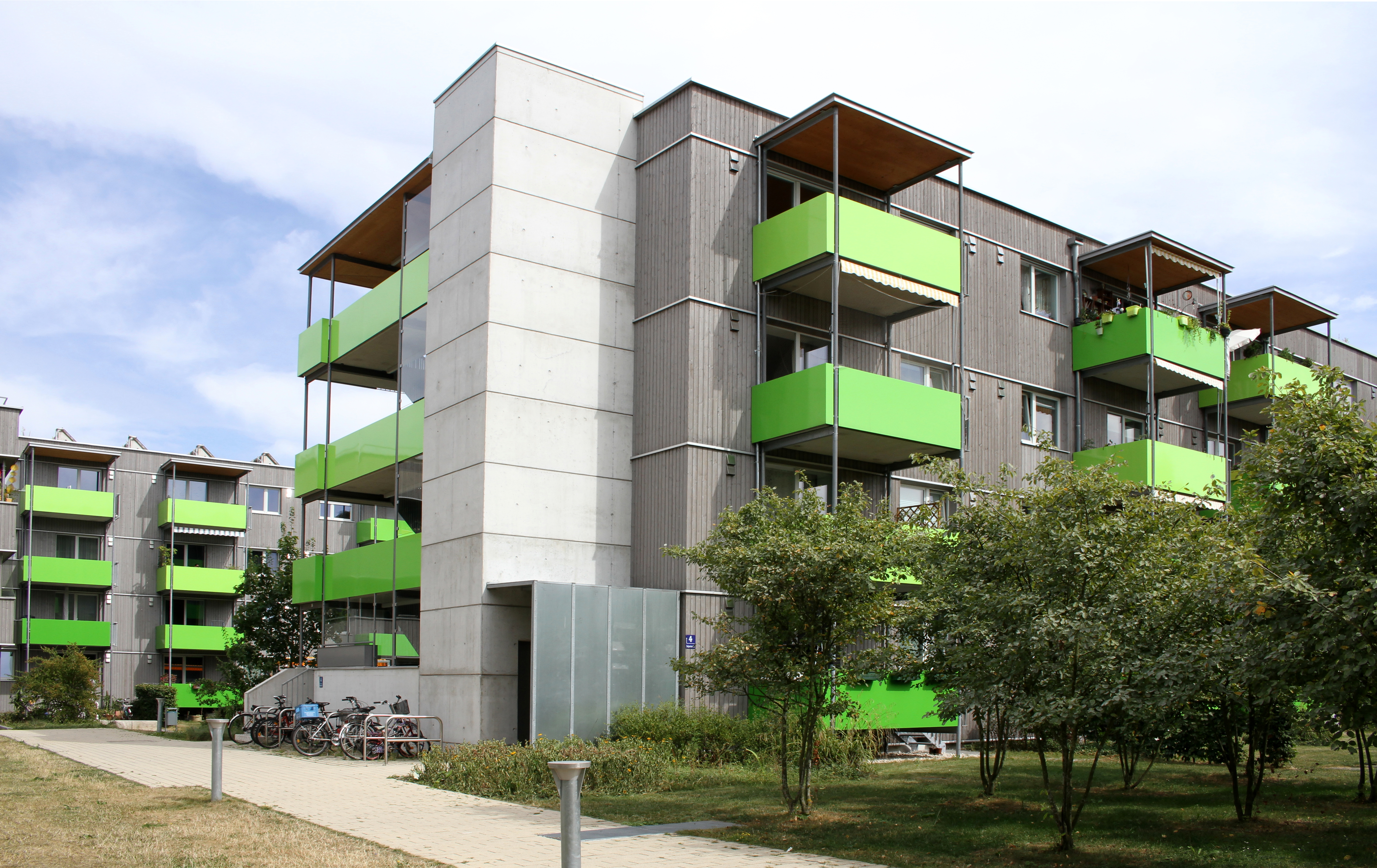
经过翻新的合作社设施

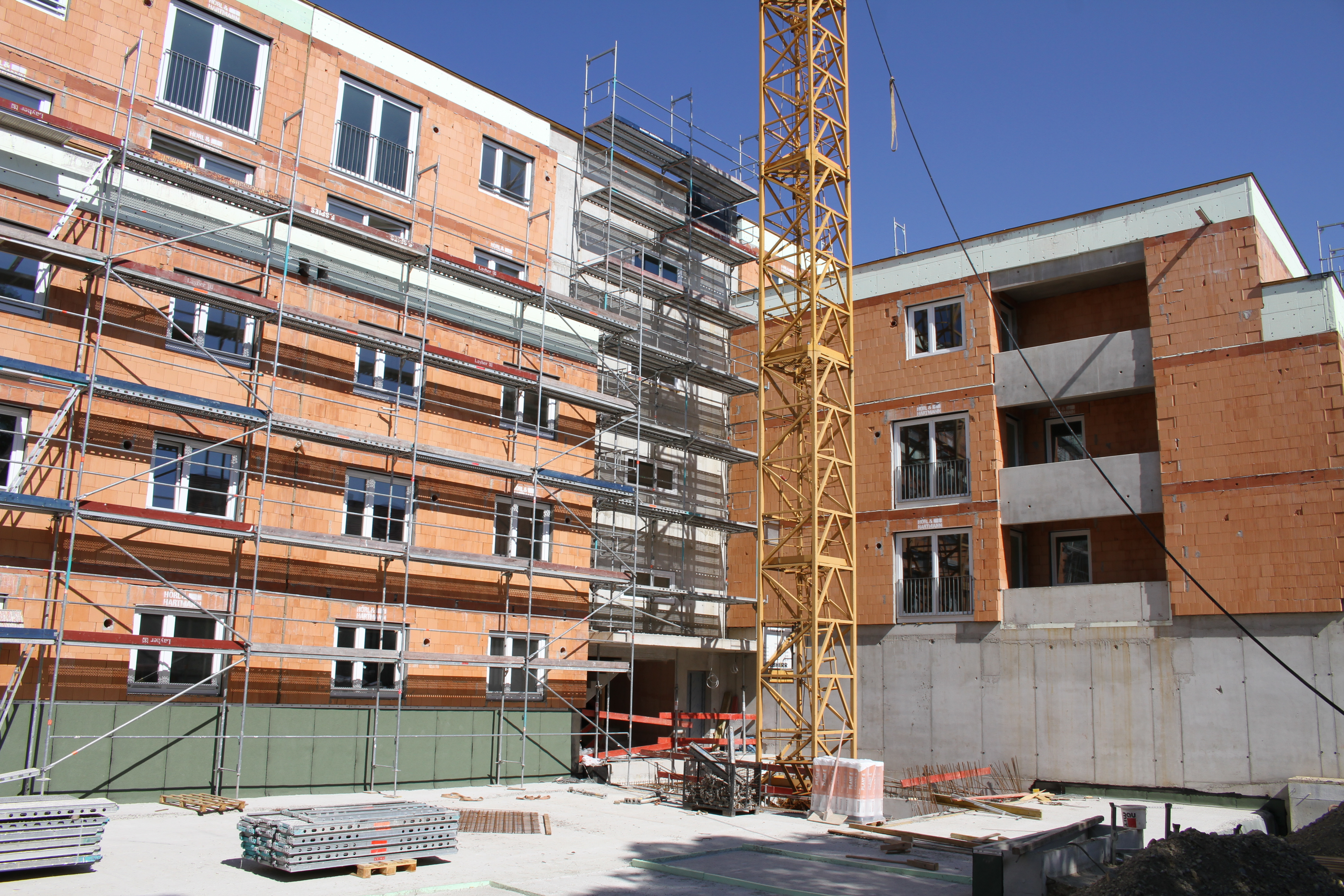
正进行拆除和重建的一栋合作社住宅

### 20世纪
如同整座城市一样，慕尼黑西南部也在20世纪左右的所谓摄政王时期开始扩建定居点。在如今疆土内的西北部建起了当时尚处偏僻的诺伊弗里登海姆精神病院，在南部则兴起了郊游型小客栈克罗伊特小苹果。世纪之交后不久，森林公墓落成，尽管它如今仅仅位于市辖区外，但仍对市辖区西南部的建设发展发挥了深远影响。也就是在这个时期，汉萨大街发展成一个工业区，其范围从韦斯滕德直至如今海默然广场旁的货运站。在第一次世界大战后，又建成了供战争伤员居住的战争住宅区，如今已被列入文物保护单位。位于其附近的市辖区中心交叉点在1920年代最初是地处由汉斯·格列瑟尔设计的圣若瑟养老院前的开阔地，后者还拥有自己的教堂和独特的塔楼。
第二次世界大战结束后，作为重建的一部分以及安置被驱逐者,产生了简易结构的大面积合作社设施以及众多简易或抬高的单户住宅居民点。当中最为知名的居民是弗朗茨·約瑟夫·施特勞斯，他自1978年其直至1988年去世都居住在如今的森德灵-西公园。在1980年代，有两个大型的保障性住房社区在森德灵-西公园落成，分别位于戈特弗里德·别姆环路（Gottfried-Böhm-Ring）和兰道弯路（Landaubogen）。

### 近期发展
在千年之交后，森德灵-西公园的住宅密集化和将商业用地转换为住宅的趋势得到加强。后者是影响市辖区发展的决定性因素，但仅在毗邻上森德灵的地带以小规模出现。而建于战后时期、特别简易的合作社建筑则不是进行翻新并部分扩建，便是拆除并加厚重建。
市内政治家忧虑，随着隧道工程结束，市辖区的简易住房会以过高的成本翻新，并会以相当高的价格出租。为了避免本地租户的流失，市议会在2016年1月通过了几乎涉及全部市辖区的《保护法》。

## 行政、经济及其它设施
主管这一区的警察第15分局位于特雷法乌大街（Treffauerstraße）。慕尼黑警察总局的第1刑侦队也同样设于该区。其下辖特别任务组K11，专职负责凶杀案侦察。
除了慕尼黑消防局外，负责森德灵-西公园消防安全的还有消防志愿军的一个部门，其消防站设于齐勒塔尔大街（Zillertalstraße）。
区内主要的雇主和机构包括有市立圣若瑟养老院（Städtische Altenheim St. Josef）、残疾人生活指导工作室（Lebenshilfe Werkstatt für Behinderte）、带有康复学校和职业培训设施的脑麻痹协调中心（Integrationszentrum für Cerebralparesen，原痉挛中心）、霍夫菲斯特莱面包店、ADAC和TUV南德意志集团的总部、弗劳恩霍夫协会自2003年以来的管理中心以及城市的机动车登记处和失物招领处。此外，建筑公司和金属加工企业在该区占有相当大的就业比重。自1991年起，绍尔出版社也定居在奥特勒大街（Ortlerstraße）。
区内设有多个大面积的体育设施，包括原为1972年夏季奥运会而建的奥迪圆顶，现为拜仁慕尼黑篮球队主场。此外，慕尼黑皇家射击总会和红白慕尼黑曲棍球俱乐部也都将其总部和运动场地设于森德灵-西公园。

## 人口统计
(截至每年12月31日)
| 年份 | 人口   | 外国人（比例）  | 面积 （km²） | 人口密度 （每km²） | 来源及其它数据                                  |
| ---- | ------ | --------------- | ------------ | ------------------ | ----------------------------------------------- |
| 2000 | 48,388 | 10,724 (22.2 %) | 7.8133       | 6,193              | 慕尼黑统计年鉴2001 （页面存档备份，存于） (PDF) |
| 2001 | 48,608 | 10,846 (22.3 %) | 7.8133       | 6,221              | 慕尼黑统计年鉴2002 （页面存档备份，存于） (PDF) |
| 2002 | 48,448 | 10,781 (22.3 %) | 7.8133       | 6,201              | 慕尼黑统计年鉴2003 （页面存档备份，存于） (PDF) |
| 2003 | 48,564 | 11,020 (22.7 %) | 7.8128       | 6,216              | 慕尼黑统计年鉴2004 （页面存档备份，存于） (PDF) |
| 2004 | 48,669 | 11,127 (22.9 %) | 7.8141       | 6,228              | 慕尼黑统计年鉴2005 （页面存档备份，存于） (PDF) |
| 2005 | 49,472 | 11,492 (23.2 %) | 7.8156       | 6,330              | 慕尼黑统计年鉴2006 （页面存档备份，存于） (PDF) |
| 2006 | 50,903 | 11,746 (23.1 %) | 7.8145       | 6,514              | 慕尼黑统计年鉴2007 （页面存档备份，存于） (PDF) |
| 2007 | 51,745 | 11,830 (22.9 %) | 7.8145       | 6,622              | 慕尼黑统计年鉴2008 （页面存档备份，存于） (PDF) |
| 2008 | 52,257 | 12,011 (23.0 %) | 7.8145       | 6,687              | 慕尼黑统计年鉴2009 （页面存档备份，存于） (PDF) |
| 2009 | 52,185 | 11,825 (22.7 %) | 7.8145       | 6,678              | 慕尼黑统计年鉴2010 （页面存档备份，存于） (PDF) |
| 2010 | 52,495 | 12,220 (23.3 %) | 7.8145       | 6,718              | 慕尼黑统计年鉴2011 （页面存档备份，存于） (PDF) |
| 2011 | 53,271 | 12,907 (24.2 %) | 7.8145       | 6,817              | 慕尼黑统计年鉴2012 （页面存档备份，存于） (PDF) |
| 2012 | 54,552 | 13,829 (25.4 %) | 7.8145       | 6,981              | 慕尼黑统计年鉴2013 （页面存档备份，存于） (PDF) |
| 2013 | 55,405 | 14,445 (26.1 %) | 7.8145       | 7,090              | 慕尼黑统计年鉴2014 （页面存档备份，存于） (PDF) |
| 2014 | 56,485 | 15,354 (27.2 %) | 7.8145       | 7,228              | 慕尼黑统计年鉴2015 （页面存档备份，存于） (PDF) |

## 政治
森德灵-西公园上一次的区议会选举是在2014年3月16日。其议席分配如下：基社盟9席、社民党9席、绿党6席以及自民党1席。在森德灵-西公园共41448名符合投票资格的居民中，有17211人行使了自己的表决权，选民投票率约为41.5%。